# Francisco Javier Errázuriz Ossa
Francisco Javier Errázuriz Ossa, né le 5 septembre 1933 à Santiago au Chili, est un cardinal chilien, archevêque émérite de Santiago du Chili depuis 2010.

## Biographie
Il poursuit ses études secondaires au lycée allemand de Santiago du Chili tenu par la Société du Verbe Divin.

### Prêtre
Francisco Javier Errázuriz Ossa a suivi ses études à Fribourg en Suisse, obtenant une licence en théologie à l'université de Fribourg.
Il est ordonné prêtre le 16 juillet 1961 dans l'Institut des pères de Schönstatt.
Il a été aumônier d'étudiants et de professionnels du Mouvement de Schönstatt avant d'être supérieur régional pour le Chili.
En 1971, il part en Allemagne où il est élu supérieur général de sa congrégation en 1974.

### Évêque
Nommé évêque titulaire d'Hólar (de) et secrétaire de la Congrégation pour les Instituts de vie consacrée et les Sociétés de vie apostolique le 22 décembre 1990, il est consacré évêque le 6 janvier 1991 par le pape Jean-Paul II.
Le 24 septembre 1996, il est nommé archevêque, évêque de Valparaíso au Chili.
Le 24 avril 1998, il est transféré au siège métropolitain de Santiago du Chili.
Il préside la Conférence épiscopale du Chili de 1998 à 2004 et le Conseil épiscopal latino-américain (CELAM) de 2003 à 2007.
Benoît XVI accepte sa renonciation de sa charge d'archevêque, pour raison d'âge, le 15 décembre 2010. Ricardo Ezzati Andrello lui succède.

### Cardinal
Jean-Paul II le crée cardinal lors du consistoire du 21 février 2001 avec le titre de cardinal-prêtre de Santa Maria della Pace. Il participe au conclave de 2005 qui élit le pape Benoît XVI.
Au sein de la curie romaine, il est membre de la Congrégation pour les Instituts de vie consacrée et les Sociétés de vie apostolique, du Conseil pontifical pour la famille, du Conseil pontifical pour la culture et de la Commission pontificale pour l'Amérique latine.
Il participe au conclave de 2013 qui élit le pape François. Le 13 avril 2013, le nouveau pape constitue un groupe de neuf prélats issus de tous les continents, chargés de l'épauler dans la réforme de la Curie romaine et la révision de la constitution apostolique Pastor Bonus. Pour l'Amérique latine, c'est le cardinal Errázuriz qui est choisi, ainsi que le cardinal Maradiaga.
Il atteint les quatre-vingts ans le 5 septembre 2013, ce qui l'empêche de prendre part aux votes du conclave de 2025 (élection de Léon XIV).

### Affaires d'abus sexuels
En 2003, il reçoit un premier rapport d'accusation contre le curé de la paroisse d'El Bosque, Fernando Karadima, pour des faits d'abus sexuels pratiqués sur les jeunes séminaristes qu'il forme. Karadima, qui bénéficie du soutien du cardinal secrétaire d'État Angelo Sodano (ancien nonce apostolique au Chili (en)) dans son travail à l'association sacerdotale « Pia Union », est très influent au sein de l'Église chilienne. Errázuriz ne donne aucune suite à ce premier rapport, se basant selon ses dires notamment sur l'avis de l'évêque auxiliaire de Santiago, Andrés Arteaga, formé par Karadima.
En 2004, puis 2005 et 2006, plusieurs autres rapports mentionnant d'autres accusations similaires sont présentés à l'archevêque, en présence également d'un autre évêque, Ricardo Ezzati Andrello. Errázuriz demande alors à Karadima de renoncer à sa charge, et nomme à sa place l'un de ses plus fidèles disciples, Karadima conservant le contrôle effectif de ses ouailles ; dans le même temps, les membres de son archevêché entament des démarches pour couper court à l'enquête, manœuvres que l'on qualifie plus tard de « dynamique de camouflage », parfois engagées par l'archevêque lui-même.
En 2009, un rapport sur des abus sexuels sur mineur l'oblige à transmettre le dossier à la congrégation pour la doctrine de la foi ; à la fin de l'année, l'archevêque prévient Karadima de sa mise en cause très prochaine.
En 2018, au cours de la 27e réunion, il est annoncé qu'il n'est pas renouvelé dans ses fonctions de membre pour raison d'âge. Néanmoins, la presse évoque plutôt une mise à l'écart due aux accusation de couverture des agissements de plusieurs ecclésiastiques pédophiles chiliens,,.

## Succession apostolique
Francisco Javier Errázuriz Ossa a ordonné les évêques suivants :
- Évêque Gaspar Quintana Jorquera (de), C.M.F. (2001)
- Évêque Andrés Arteaga (es) (2001)
- Archevêque Ignacio Ducasse (es) (2002)
- Évêque Cristián Contreras Villarroel (de) (2003)
- Évêque Héctor Eduardo Vargas Bastidas, S.D.B. (2004)
- Archevêque René Rebolledo (es) (2004)
- Évêque Bernardo Miguel Bastres Florence, S.D.B. (2006)
- Évêque Carlos Pellegrín (es), S.V.D. (2006)
- Évêque Marco Antonio Órdenes Fernández (es) (2006)
- Évêque Jorge Vega Velasco (es), S.V.D. (2010)